# Kim MyungIn
Kim MyungIn oder auch Kim Myong-in (* 2. September 1946 in Uljin, Kyŏngsangbuk-do) ist ein südkoreanischer Lyriker.

## Leben
Kim MyungIn wurde am 2. September 1946 in Uljin geboren. Er besuchte die Hup'o Oberschule und promovierte 1985 in koreanischer Literatur an der Korea-Universität. Zurzeit arbeitet er als Professor für koreanische Literatur an der Kyonggi-Universität. Er war ebenfalls als Gastdozent an der Brigham Young University in den USA und dem Far Eastern College in Russland tätig.
Sein literarisches Debüt hatte er 1973, als sein Gedicht Das Schiff verlässt den Hafen (출항제) einen Literaturwettbewerb gewann. In seinen Gedichten findet sich immer wieder die Sorge um Erinnerungen – keine schönen Erinnerungen, sondern eher leidvolle. In seinen Werken gleichen Erinnerungen einer Krankheit, einer Krankheit, die die Fähigkeit, sich frei zu bewegen, einschränkt. Wenn Erinnerungen sich mit der Vergangenheit befassen, besitzen sie gleichzeitig die Macht, das Ich der Gegenwart zu foltern. Insofern als man das Selbst nur heilen kann, indem man es direkt mit den Erinnerungen konfrontiert. Erinnerungen in Kim’s Gedichten konzentrieren sich auf zwei überwältigende dunkle Bilder – seinen Vater und den Koreakrieg. Da Kim 1946 geboren wurde, war seine Kindheit untrennbar mit den Erfahrungen des Krieges verschlungen. Diese Erinnerungen an eine Kindheit, erschüttert von Krieg, tauchen in dem Gedicht Das Haus in Kentucky 1 (켄터키의 집 1) auf. Wie im Gedicht Mein Vater im Regen (비 속의 아버지), deutet die Erinnerung daran, inmitten des Krieges schutzlos zu sein, darauf hin, von etwas Absolutem – hier symbolisiert vom Vater – abgestoßen zu werden.
Indem Kim seine Erinnerungen an das Leiden in seiner Kindheit wiederbelebt, versucht er sich selbst davon zu befreien. Erinnerungen befähigen den Dichter den Anderen im eigenen Selbst zu entdecken; dieser Andere eröffnet im Gegenzug neue Möglichkeiten für das Selbst. In seinen Gedichten scheint die Auseinandersetzung mit der Vergangenheit zu versuchen, das Ausmaß an Emotionen zu vermehren, um die Möglichkeit von wirklicher Erfahrung zu öffnen.

## Arbeiten (Auswahl)

### Gedichtsammlungen auf Koreanisch
- 동두천 Tongduch'ŏn (1979)
- 머나먼 곳 스와니 Weit entferntes Swanee (1988)
- 물 건너는 사람 Der Mensch, der das Wasser durchquerte (1992)
- 푸른 강아지와 놀다 Spielen mit einem blauen Hündchen (1994)
- 바닷가의 장례 Beerdigung am Meer (1997)
- 길의 침묵 Stille der Straße (1999)
- 바다의 아코디언 Das Akkordeon des Meeres (2002)
- 파문 Wellenmuster (2005)
- 따뜻한 적막 Warme Einsamkeit (2006)
- 꽃차례 Blütenstand (2009)

### Übersetzungen

#### Französisch
- L'Accordéon de la mer et autres poémes, Le Temps des Cerises (2003) ISBN 978-2-84109-446-2

## Auszeichnungen
- 1992: 김달진문학상 (Kim Tal-jin Literaturpreis)
- 1992: 소월시문학상 (Sowŏl Literaturpreis)
- 1995: 동서문학상 (Tongsŏ Literaturpreis)
- 2000: 현대문학상 (Preis für zeitgenössische Literatur)
- 2001: 이산문학상 (Isan Literaturpreis)
- 2005: 대산문학상 시부문상 (Taesan Literaturpreis in der Kategorie Lyrik)
- 2006: 이형기문학상 (Lee Hyŏng-gi Literaturpreis)
- 2007: 지훈상 문학부문상 (Chihun Preis in der Kategorie Literatur)